# پاینچنو
پاینچنو (به لاتین: Pajęczno، تلفظ: [paˈjɛnt͡ʂnɔ]) یک شهر در لهستان است که در شهرستان پاینچنو واقع شده‌است.

## خصوصیات
پاینچنو ۲۰٫۲۱ کیلومترمربع مساحت و ۶٬۶۷۴ نفر جمعیت دارد.